# Медер
Медер (њем. Meeder) општина је у њемачкој савезној држави Баварска. Једно је од 17 општинских средишта округа Кобург. Према процјени из 2010. у општини је живјело 3.922 становника. Посједује регионалну шифру (AGS) 9473144.

## Географски и демографски подаци
Медер се налази у савезној држави Баварска у округу Кобург. Општина се налази на надморској висини од 326 метара. Површина општине износи 73,6 km². У самом мјесту је, према процјени из 2010. године, живјело 3.922 становника. Просјечна густина становништва износи 53 становника/km².

## Међународна сарадња
| Мјесто   | Држава   | Врста сарадње | Од    |
| -------- | -------- | ------------- | ----- |
| Кирхшлаг | Аустрија | партнерство   | 1975. |
| Извор    |          |               |       |